# Dansk Arbejde
|  | Denne artikel er oprettet af botten Steenthbot ud fra en ekstern database. Den kan derfor have sproglige fejl eller mangler. Denne skabelon kan fjernes efter kontrol af indholdet. |

Dansk Arbejde er en dansk stumfilm fra 1925 instrueret af Ubekendt.

## Handling
En lille animeret propagandafilm, der opfordrer seeren til at støtte danske arbejdspladser og købe danske varer.
”Ingen Dansker bør forglemme danske Hænders Værk at fremme”. Sådan siger Holger Danske, da en dansk forretningsmand investerer sine penge i en udenlandsk fabrik frem for en dansk.